# Partido de Liberación General y Desarrollo
El Partido de Liberación General y Desarrollo (en neerlandés: Algemene Bevrijdings- en Ontwikkelingspartij, ABOP) es un partido político surinamés, fundado y presidido por el exlíder rebelde Ronnie Brunswijk en 1990 después de que varios miembros de la Hermandad y Unidad en la Política (BEP) fueran expulsados. 
Desde 2005 hasta 2019, el partido fue un componente de la coalición A-Combinación, opositora al gobierno de Desi Bouterse.
Como consecuencia de haberse separado originalmente de la BEP, el ABOP es más popular entre la comunidad cimarrona del país.
Durante el segundo gobierno de Ronald Venetiaan, el ABOP ocupó el Ministerio de Transporte, Comunicación y Turismo bajo Alice Amafo, entre 2005 y 2007, y luego bajo Richel Apinsa entre 2007 y 2010.
El exvicepresidente de Surinam, Robert Ameerali, es miembro de este partido.
En las elecciones generales de 2020 logran obtener 8 escaños para así consolidarse como la tercera fuerza política del país. Esto le permitió pasar a formar parte del gobierno de coalición presidido por Chan Santokhi, en el cual Brunswijk asumió la Vicepresidencia de Surinam, además el partido ocupa otros cinco puestos ministeriales en el gabinete de Santokhi.